# Alexander Solomon Wiener
Pour les articles homonymes, voir Wiener.
Alexander Solomon Wiener (16 mars 1907 - 6 novembre 1976), est un biologiste américain reconnu internationalement pour sa contribution à la découverte du Groupe Rhésus en 1940, avec Karl Landsteiner.
Lauréat, en 1946, du Prix Albert Lasker, avec Karl Landsteiner et Philip Levine pour l'explication apportée aux accidents transfusionnels non liés au système ABO, et à la maladie hémolytique du nouveau-né, permettant ensuite son traitement par exsanguino-transfusion en 1945, technique introduite en France par Marcel Bessis en 1946.